# Sporobolus uniglumis
Sporobolus uniglumis là một loài thực vật có hoa trong họ Hòa thảo. Loài này được Stent & J.M.Rattray miêu tả khoa học đầu tiên năm 1933.